# James Forrest (1991)
James Forrest (* 7. července 1991, Prestwick, Skotsko, Spojené království) je skotský fotbalový záložník a reprezentant, v současnosti hráč klubu Celtic FC.

## Klubová kariéra
V roce 2003 se připojil do mládežnické akademie Celtiku. Už od počátku byl považován za velký talent skotského fotbalu. 1. května 2010 debutoval za A-tým. Bylo to v zápase proti Motherwellu. Do zápasu nastoupil v 81. minutě jako střídající hráč. V 87. minutě vstřelil svůj první gól. Svůj debut v evropských pohárech si odbyl o pár měsíců později. V červenci 2010 v 3. předkole Ligy mistrů nastoupil proti portugalskému týmu SC Braga.

## Reprezentační kariéra
Svůj první reprezentační zápas odehrál za Skotsko U19, bylo to v kvalifikaci na Mistrovství Evropy do 19 let proti Ázerbájdžánu.
V A-mužstvu Skotska debutoval 29. 5. 2011 v Dublinu na turnaji Carling Nations Cup proti týmu Irska (prohra 0:1).